# Kfz-Kennzeichen (Slowakei)

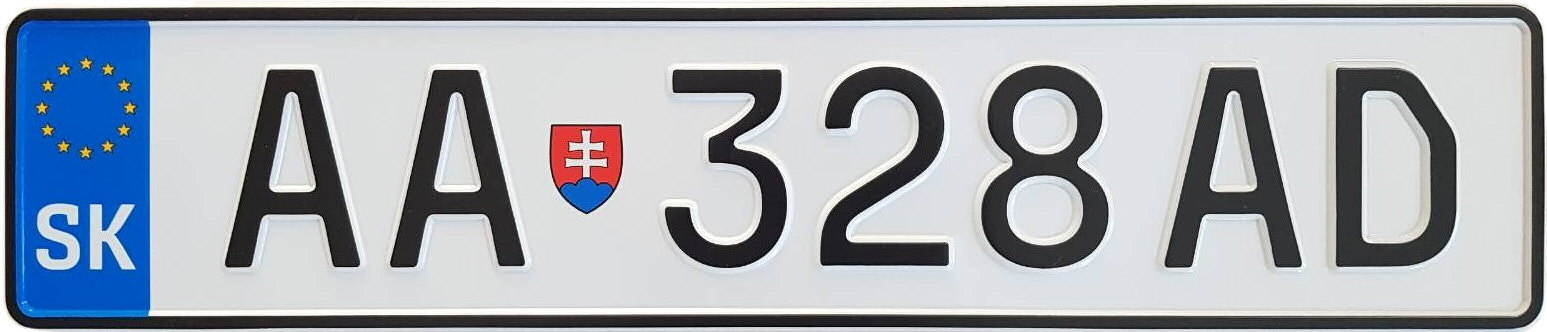
Standardkennzeichen

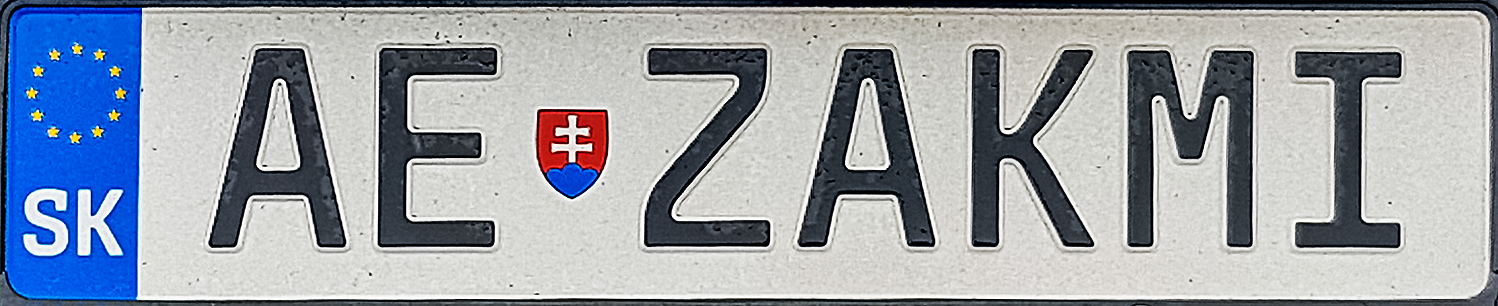
Wunschkennzeichen

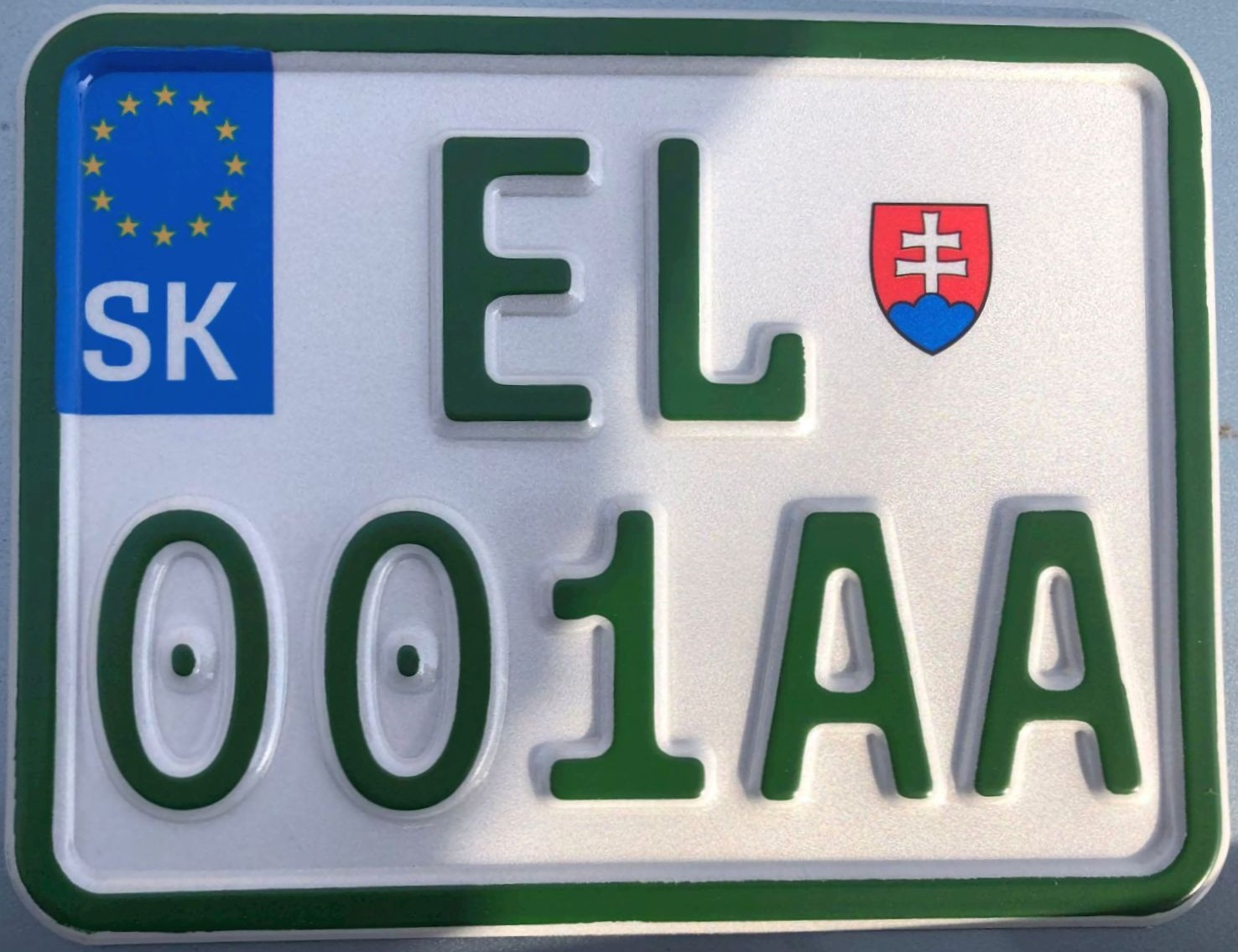
Kennzeichen mit grüner Schrift für Elektrofahrzeuge, hier Scooter

Die Kfz-Kennzeichen der Slowakei (slowakisch evidenčné číslo vozidla. Abk. EČV) bestehen seit dem 1. Januar 2023 aus zwei Buchstaben, dem slowakischen Wappen und einer Kombination aus drei Ziffern und zwei Buchstaben. Am linken Rand weist das Kennzeichen ein blaues Band mit der Länderkennung „SK“ und dem europäischen Sternenkranz auf. Die Kennzeichen werden für das gesamte Gebiet der Slowakei, beginnend mit AA-001AA, fortlaufend vergeben, somit ist kein Rückschluss auf die regionale Herkunft des Fahrzeugs mehr möglich.
Die bereits vergebenen Kennzeichen nach dem von 1997 bis 2022 gültigen System mit Bezirkskürzeln (aber gleichem Schema) werden, wenn sie alphanumerisch an der Reihe wären, übersprungen, um Nummerndoppelungen zu vermeiden. Die Kennzeichen verwenden eine eigene Schrift nach einem Design der Hochschule für Bildende Künste Bratislava, in fast allen Varianten steht schwarze Schrift auf weißem Hintergrund. Einzige Ausnahme sind Elektroautos, für die Kennzeichen mit grüner Schrift auf weißem Hintergrund ausgegeben werden. Für diese Fahrzeuge sind Kürzel EL oder EV vorgesehen.
Die Kfz-Kennzeichen sind an das Fahrzeug gebunden, der Halter hat aber die Möglichkeit, das Schild auf ein neues Fahrzeug zu übertragen (z. B. bei einem Fahrzeugwechsel). Der Halter kann ein nicht zu einem Fahrzeug zugeteiltes Schild ein Jahr lang behalten. Beim Standortwechsel ist, im Gegensatz zum vorherigen System, keine Neuanmeldung nötig.
Wunschkennzeichen (slowakisch evidenčné čísla s voliteľnou logistikou, Abk. EČVL) bestehen aus einer siebenstelligen alphanumerischen Kombination, wie ABCDEFG, JANICKO, AAA1B2C usw. Nicht zugelassen sind Sonderbuchstaben (wie Á, Č, Ľ, Ŕ usw.), Minuskeln, Vulgarismen oder Verleumdungen, Kürzel politischer Parteien und Staatsorgane sowie Namen/Kürzel von Bewegungen, die jedwede Diskriminierung befürworten.

## Kfz-Kennzeichen (1997–2022)

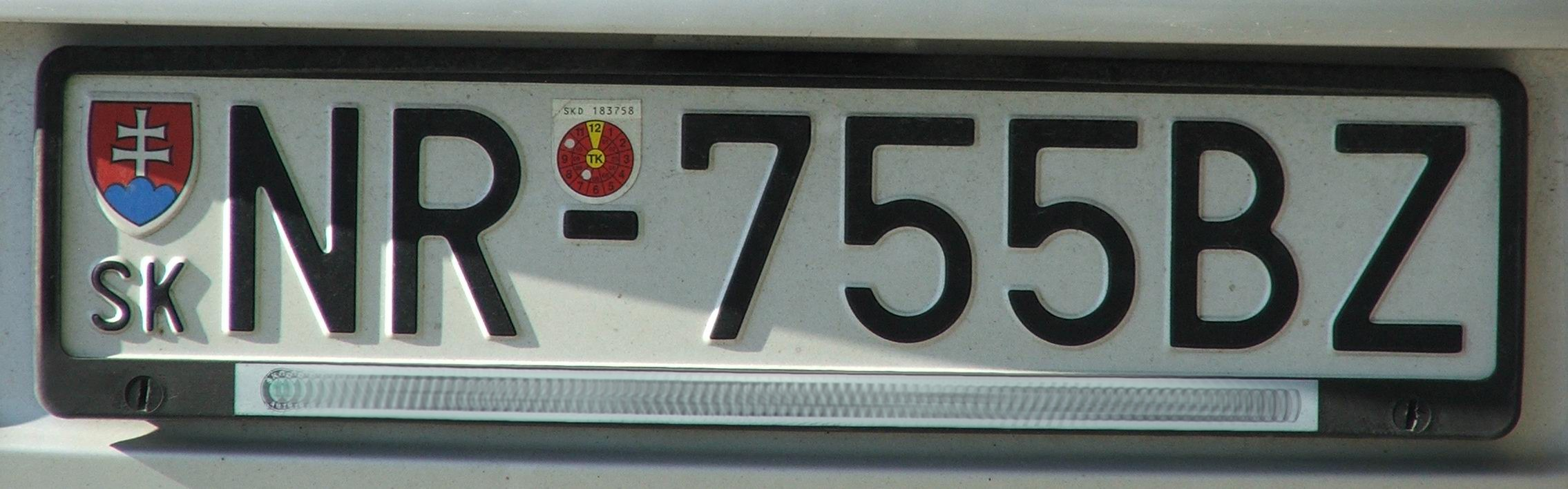
Von 1997 bis 2004 ausgegebenes Standardkennzeichen mit der Bezirkskennung NR für Nitra

Im von 1997 bis 2022 verwendeten System bestanden Kfz-Kennzeichen aus zwei Kennbuchstaben für den Bezirk, dem slowakischen Wappen und einer Kombination aus drei Ziffern und zwei Buchstaben, die Buchstaben Q und W wurden dabei nicht verwendet.
Wie im aktuellen System wies das Kennzeichen ein blaues Band mit der Länderkennung „SK“ und dem europäischen Sternenkranz auf. Vom Beginn der Einführung des Kennzeichensystems am 1. April 1997 bis zum Beitritt zur Europäischen Union am 1. Mai 2004 waren dort das slowakische Staatswappen und die Buchstaben „SK“ auf weißem Grund. Vor dem 1. Juni 2006 war nach dem Bezirkskürzel lediglich ein Bindestrich.

### Standardkennzeichen

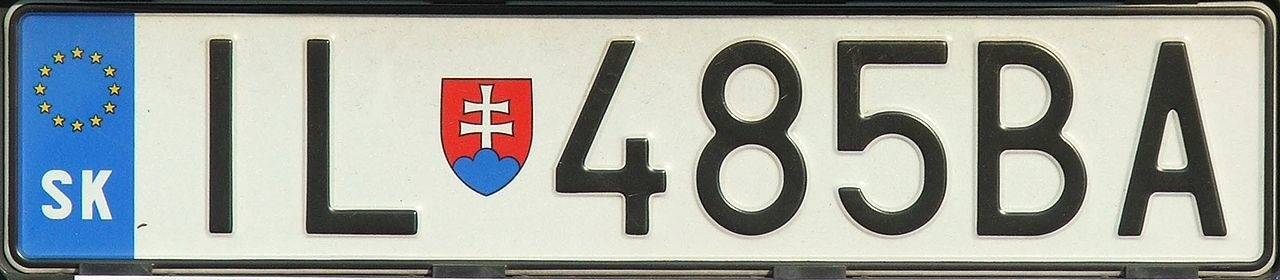
Von 2006 bis 2022 ausgegebenes Standardkennzeichen mit der Bezirkskennung IL für Ilava

Die Vormerkzeichen bestehen aus fünf Zeichen: eine dreistellige Zahl von 001 bis 999 und zwei Buchstaben direkt an die Zahl anschließend.

In jedem Bezirk werden die Buchstabenkombinationen fortlaufend ausgegeben, wobei die erste Kraftfahrzeugserie „AA“ ist, die erste Anhängerserie „YA“.

### Wunschkennzeichen
Bei Wunschkennzeichen sind fünfstellige alphanumerischen Kombinationen hinter dem Bezirkskennzeichen möglich, wobei die ersten drei oder vier oder alle fünf Zeichen Buchstaben sind. Dabei sind auch mehrere Buchstaben „O“ bzw. Ziffern „0“ möglich.

### Exportkennzeichen

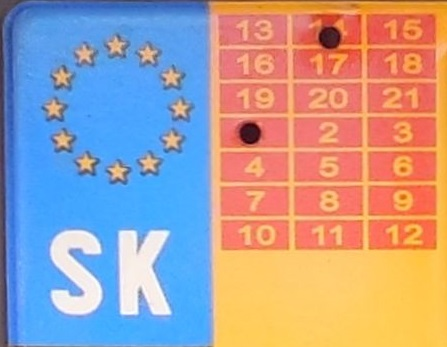
Detail aus dem Exportkennzeichen (Lochung: 01/2014)

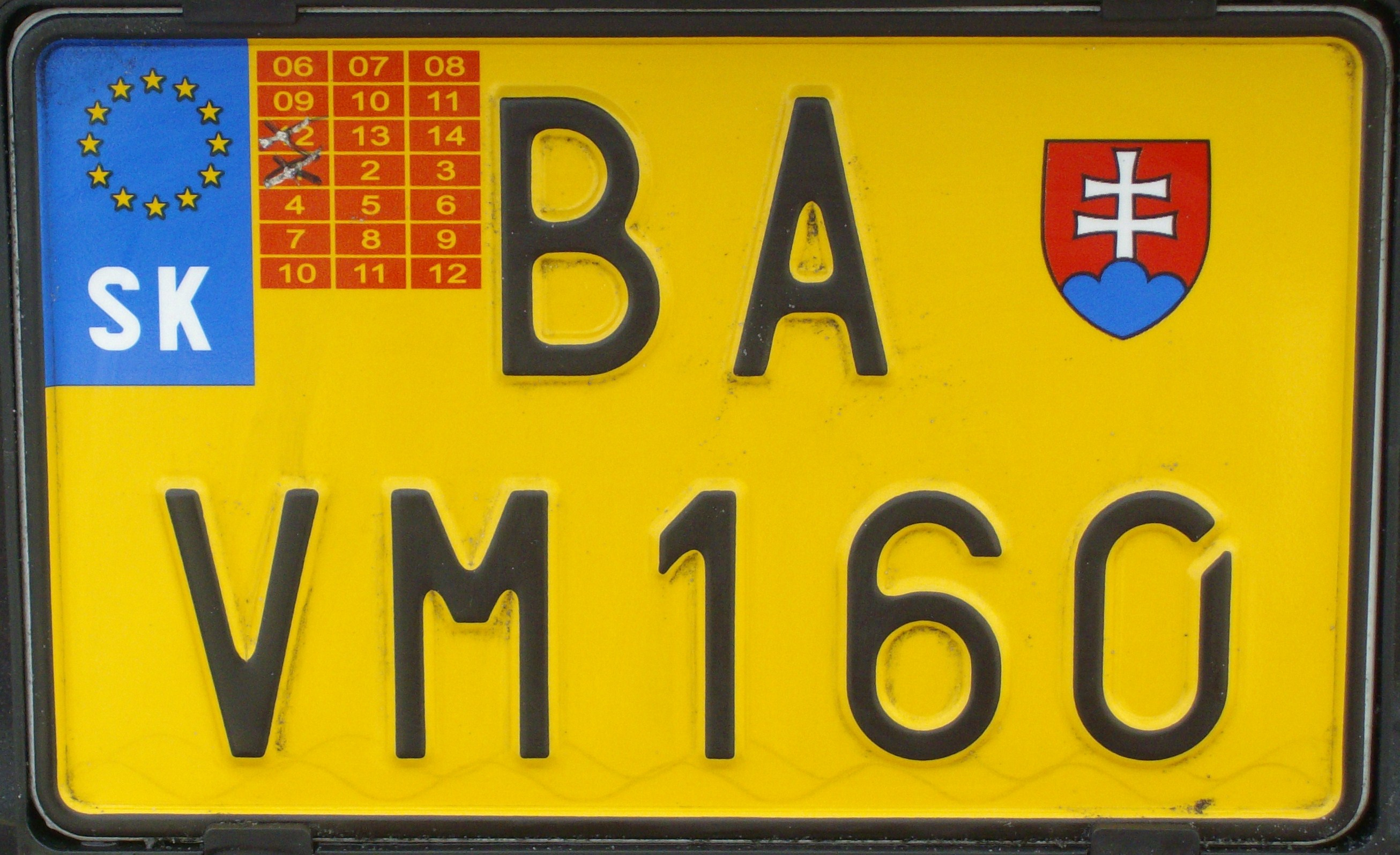
Exportkennzeichen aus Bratislava

Exportkennzeichen sind stets zweizeilig, zeigen einen gelben Hintergrund und ein rotes Feld, auf dem Monat und Jahr  gelocht sind. Die Kombination besteht aus dem Herkunftskürzel, einem „V“ für Export und einer maximal dreistelligen Zahl. Als alle Kombinationen mit „V“ erschöpft waren, wurde ein weiterer Serienbuchstabe hinzugefügt.
In Bratislava (Unterscheidungszeichen BA) existieren Stand September 2019 Buchstabenkombinationen, die bis „VU“ reichen, bis „VG“ gibt es diese in Levice, bis „VD“ in Košice und bis „VB“ und „VA“ in weiteren Regionen.

### Import- und Probekennzeichen

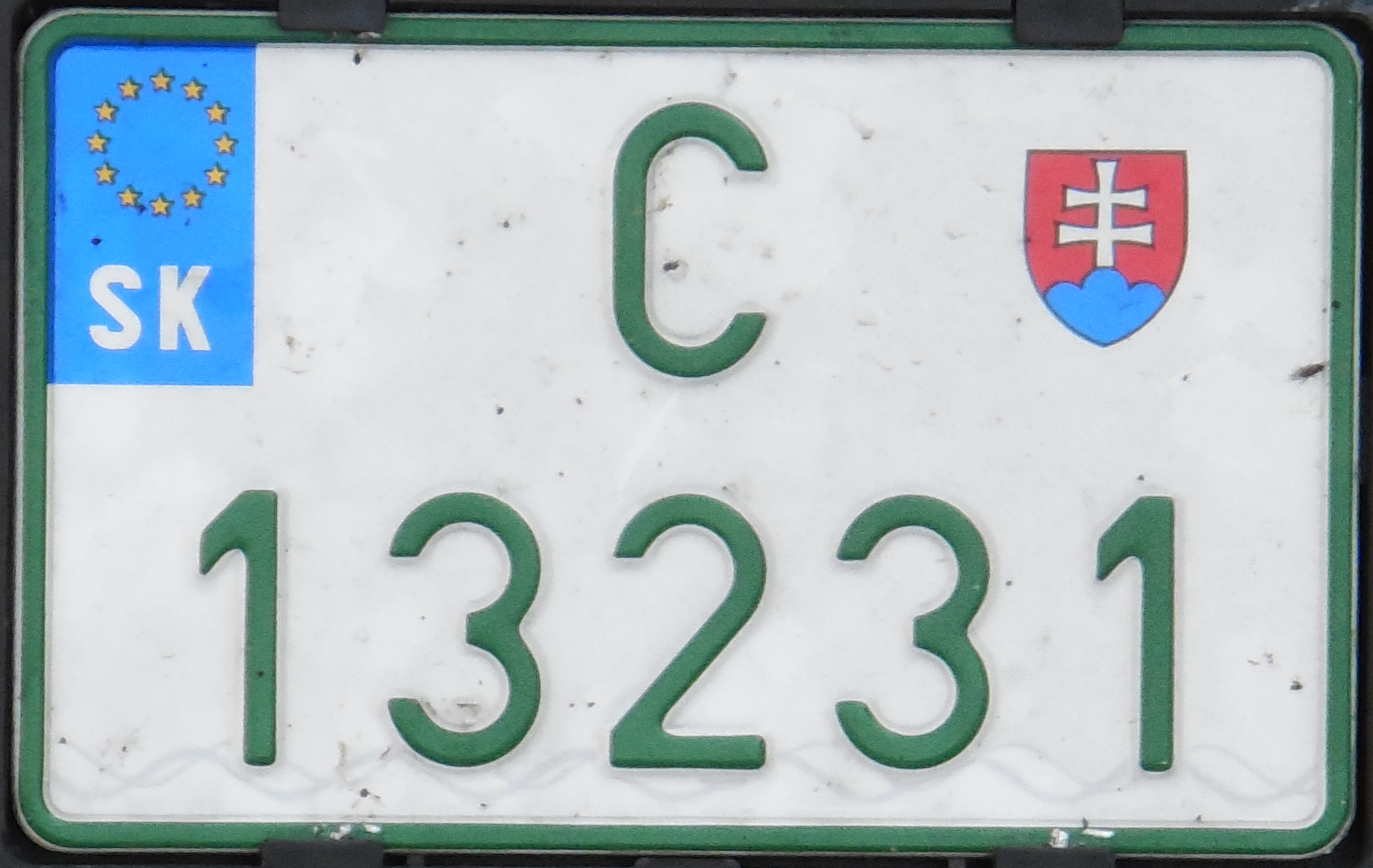
Import-/Probekennzeichen

Die befristeten Kennzeichen für den Import und Probefahrten zeigen grüne Schrift auf weißem Grund mit grünem Rand und sind maximal ein Jahr gültig. Die Kombination besteht aus dem Buchstaben „C“ und einer fünfstelligen Zahl, auch mit führenden Nullen.

### Händlerkennzeichen

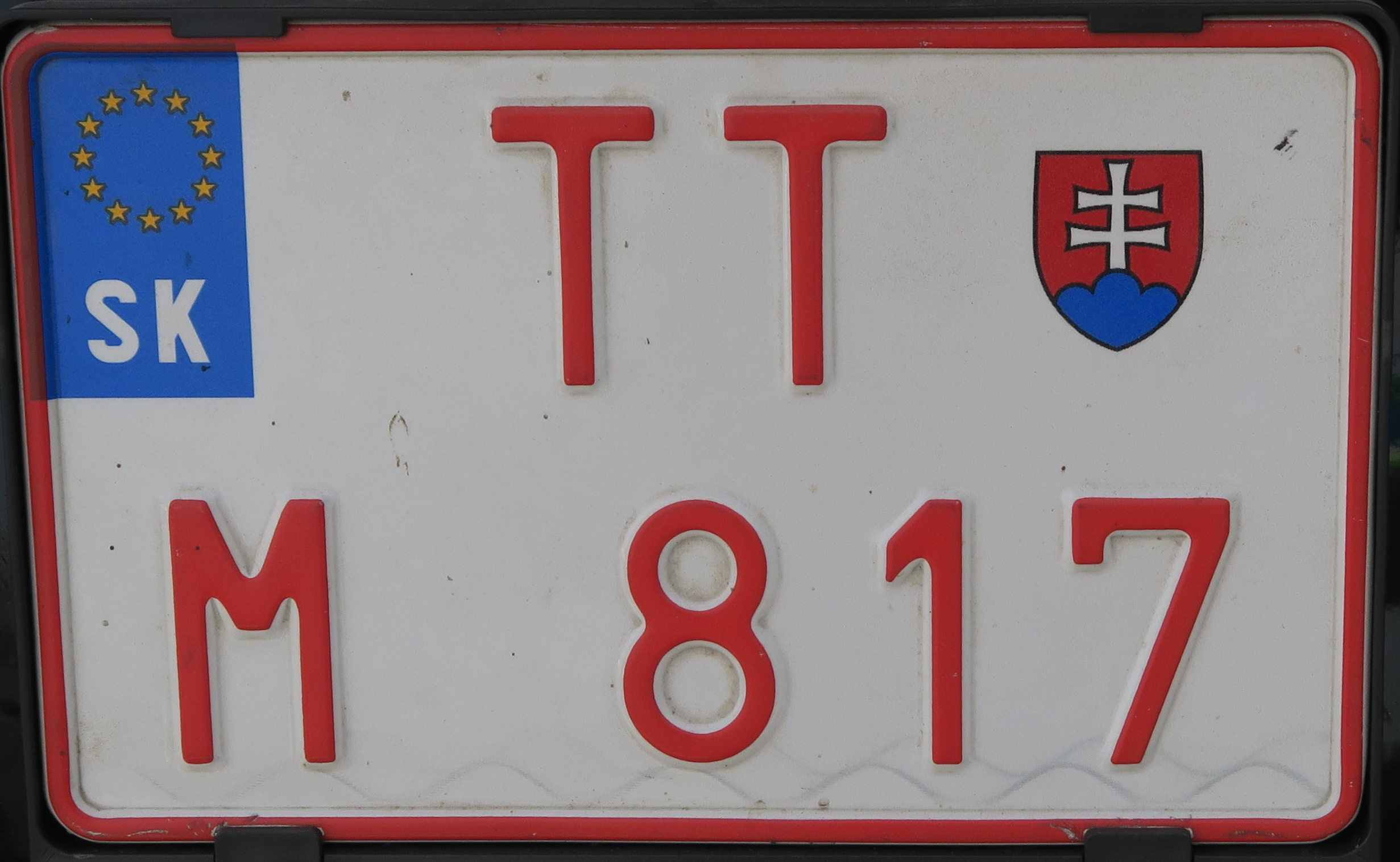
Händlerkennzeichen aus Trnava

Händlerkennzeichen sind zweizeilig und zeigen rote Schrift auf weißem Grund mit rotem Rand. Nach dem Bezirkskürzel folgen ein „M“ und eine dreistellige Zahl. Nachdem alle Kombinationen mit „M“ erschöpft sind, wird ein weiterer Serienbuchstabe hinzugefügt.
In Bratislava existieren im September 2019 Buchstabenkombinationen, die bis „MD“ reichen, „MA“ gibt es in Košice, Trnava und Žilina.

### H-Kennzeichen
Kennzeichen für historische Fahrzeuge zeigen rote Schrift auf gelbem Hintergrund. Nach dem Bezirkskürzel folgen der Buchstabe „H“ und eine dreistellige Zahl.

### Kennzeichen für Sportfahrzeuge
Kennzeichen für Sportfahrzeuge zeigen blaue Schrift auf weißem Hintergrund. Nach dem Bezirkskürzel folgen der Buchstabe „S“ und eine dreistellige Zahl.

### Parlamentskennzeichen
Kennzeichen von Fahrzeugen des slowakischen Parlaments zeigen den Buchstaben „P“ und eine fünfstellige Zahl.

### Behördenkennzeichen

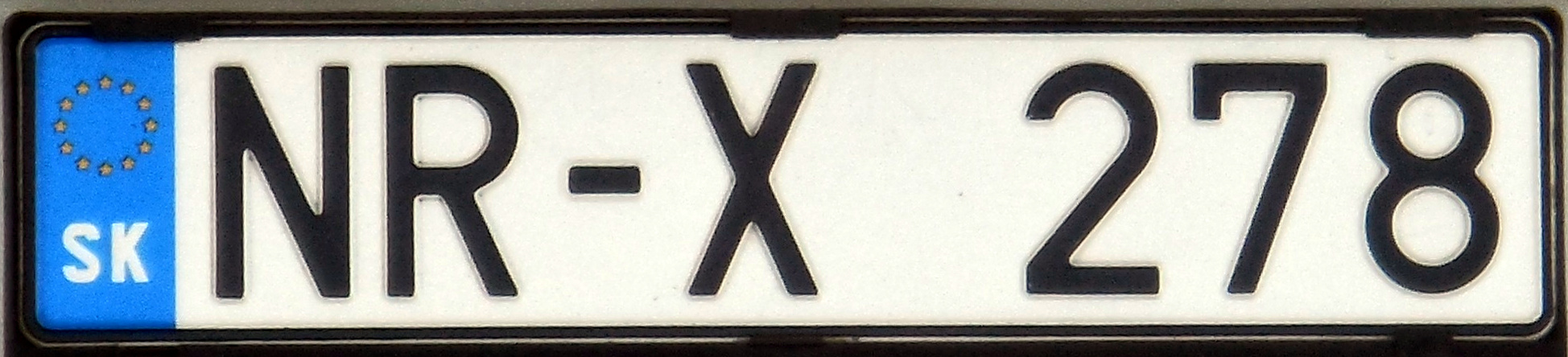
Behördenkennzeichen mit „X“ vor der Zahl

Kennzeichen lokaler Behörden zeigen nach dem Regionskürzel ein „X“, gefolgt von einer dreistelligen Zahl oder nach dem Regionskürzel eine Zahl, gefolgt von einem „X“. In Bratislava gab es im September 2019 auch schon Kennzeichen mit den Buchstabenpaaren „XA“ und „XB“ als Erweiterung.

### Militärkennzeichen

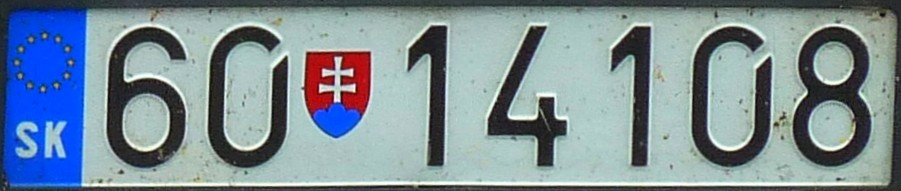
Militärkennzeichen

Kennzeichen der slowakischen Streitkräfte bestehen lediglich aus Ziffern. Vor dem EU-Beitritt waren am linken Rand die Buchstaben „ASR“ für slowak. Armada Slovenskej Republiky (deutsch Armee der Slowakischen Republik) unter dem Wappen abgebildet. Die erste zweistellige Zahl addiert mit „50“ ergibt das Zulassungsjahr des Fahrzeuges. Ein Pkw mit der Kombination 58-12345 wäre folglich im Jahr 2008 erstmals zugelassen worden. Seit dem EU-Beitritt befindet sich das Eurofeld am linken Rand.

### Diplomatenkennzeichen

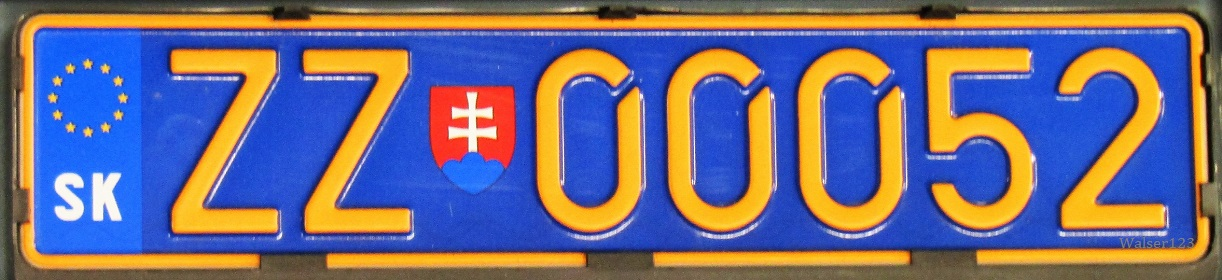
ZZ-Diplomatenkennzeichen

Diplomatenkennzeichen zeigen gelbe Schrift auf dunkelblauem Grund. Die Schilder beginnen mit den Buchstaben „EE“ oder „ZZ“. Es folgt eine fünfstellige Zahl. Die ersten beiden Ziffern geben das Entsendeland an.

### Elektrofahrzeuge

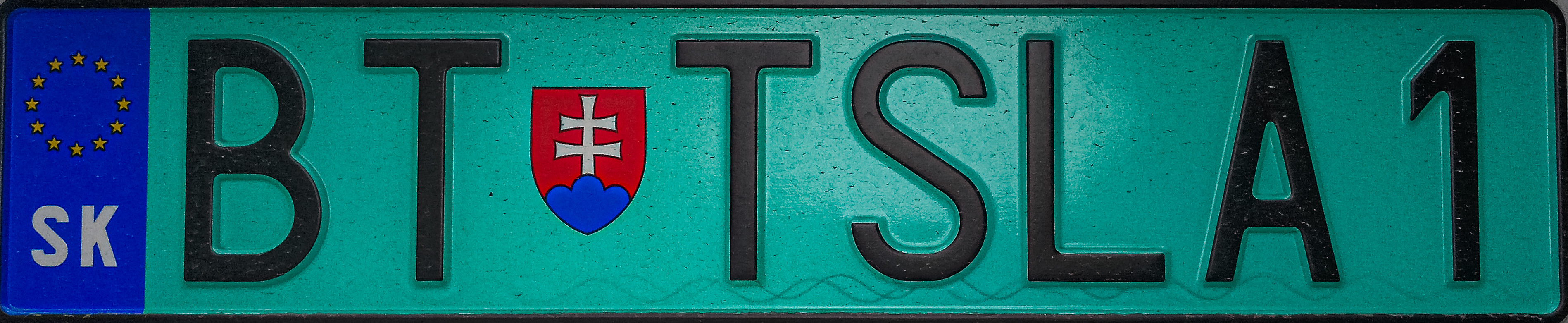
Wunschkennzeichen für Elektroautos

Für Elektrofahrzeuge werden Kennzeichen nach dem Standardschema mit grünem Hintergrund ausgegeben.

### Beispiele

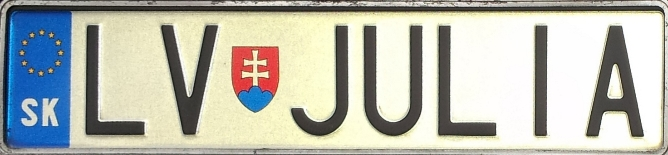
Wunschkennzeichen
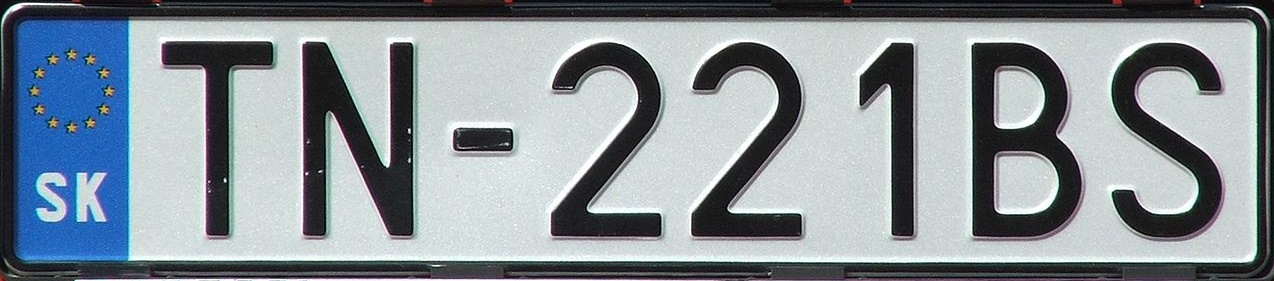
Kennzeichen von 2004 bis 2006
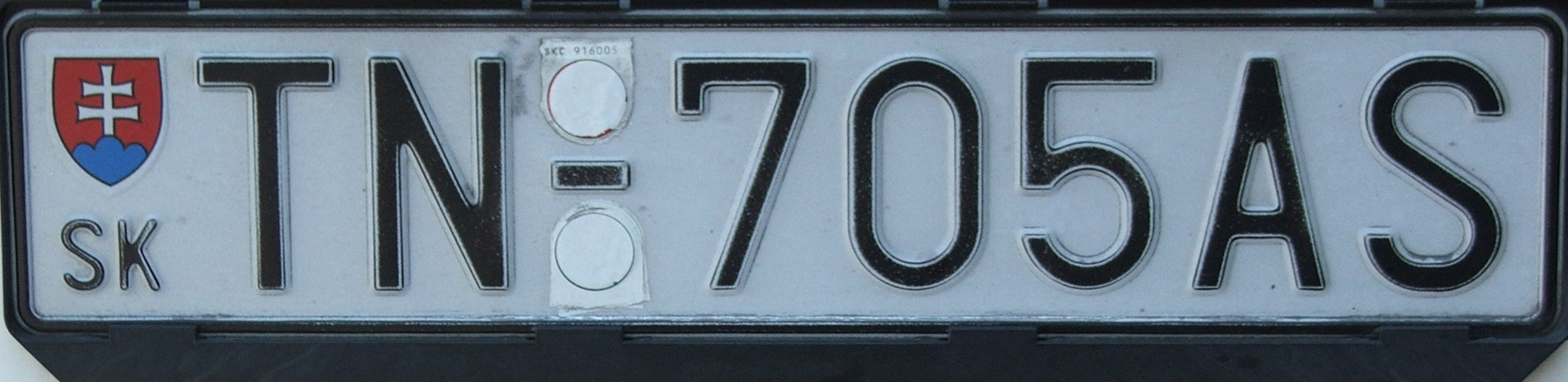
Kennzeichen von 1997 bis 2004
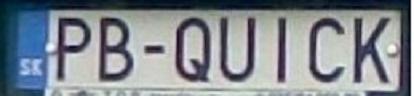
Wunschkennzeichen von 2004 bis 2006
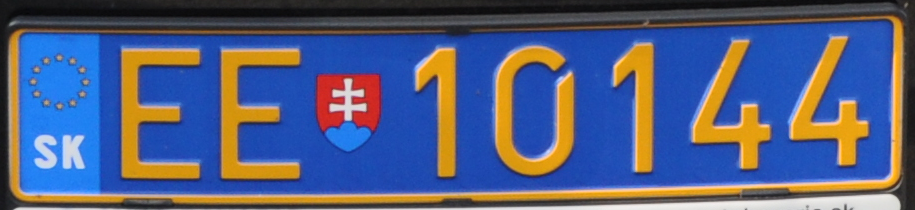
EE-Diplomatenkennzeichen

### Bezirkskürzel

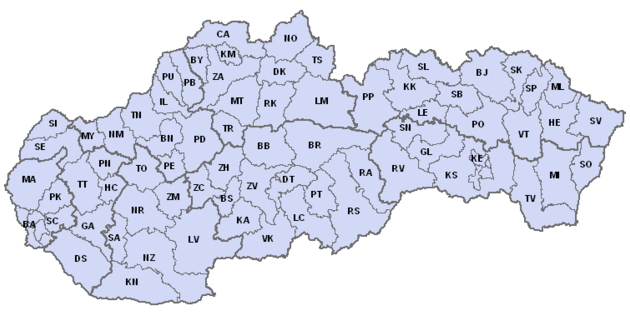
Geographische Verteilung der Kürzel

Unterscheidungsbuchstaben der Bezirke (slowakisch okresy) mit den Kürzeln, die für die Zweitbelegung vorgesehen waren:
- BA – Bratislava, 1. Ausgabe
- BB – Banská Bystrica
- BC – Banská Bystrica, nicht ausgegeben[10]
- BD – Bratislava, nicht ausgegeben
- BE – Bratislava, nicht ausgegeben
- BI – Bratislava, nicht ausgegeben
- BJ – Bardejov
- BK – Banská Bystrica, nicht ausgegeben
- BL – Bratislava, 2. Ausgabe (seit 18. August 2010, Anhänger seit Anfang Januar 2011)[11]
- BN – Bánovce nad Bebravou
- BR – Brezno
- BS – Banská Štiavnica
- BT – Bratislava, 3. Ausgabe (seit 22. Oktober 2019)[12]
- BY – Bytča
- CA – Čadca
- DK – Dolný Kubín
- DS – Dunajská Streda
- DT – Detva
- GA – Galanta
- GL – Gelnica
- HC – Hlohovec
- HE – Humenné
- IL – Ilava
- KA – Krupina
- KC – Košice, nicht ausgegeben
- KE – Košice
- KI – Košice, nicht ausgegeben[10]
- KK – Kežmarok
- KM – Kysucké Nové Mesto
- KN – Komárno
- KS – Košice-okolie
- LC – Lučenec
- LE – Levoča
- LM – Liptovský Mikuláš
- LV – Levice
- MA – Malacky
- MI – Michalovce
- ML – Medzilaborce
- MT – Martin
- MY – Myjava
- NI – Nitra, nicht ausgegeben[10]
- NM – Nové Mesto nad Váhom
- NO – Námestovo
- NR – Nitra
- NT – Nitra, nicht ausgegeben
- NZ – Nové Zámky
- PB – Považská Bystrica
- PD – Prievidza
- PE – Partizánske
- PK – Pezinok
- PN – Piešťany
- PO – Prešov
- PP – Poprad
- PS – Prešov, nicht ausgegeben
- PT – Poltár
- PU – Púchov
- PV – Prešov, nicht ausgegeben[10]
- RA – Revúca
- RK – Ružomberok
- RS – Rimavská Sobota
- RV – Rožňava
- SA – Šaľa
- SB – Sabinov
- SC – Senec
- SE – Senica
- SI – Skalica
- SK – Svidník
- SL – Stará Ľubovňa
- SN – Spišská Nová Ves
- SO – Sobrance
- SP – Stropkov
- SV – Snina
- TA – Trnava, nicht ausgegeben[10]
- TB – Trnava, nicht ausgegeben
- TC – Trenčín, nicht ausgegeben[10]
- TE – Trenčín, nicht ausgegeben
- TN – Trenčín
- TO – Topoľčany
- TR – Turčianske Teplice
- TS – Tvrdošín
- TT – Trnava
- TV – Trebišov
- VK – Veľký Krtíš
- VT – Vranov nad Topľou
- ZA – Žilina
- ZC – Žarnovica
- ZH – Žiar nad Hronom
- ZI – Žilina, nicht ausgegeben[10]
- ZL – Žilina, nicht ausgegeben
- ZM – Zlaté Moravce
- ZV – Zvolen

## Kfz-Kennzeichen (bis 1997)

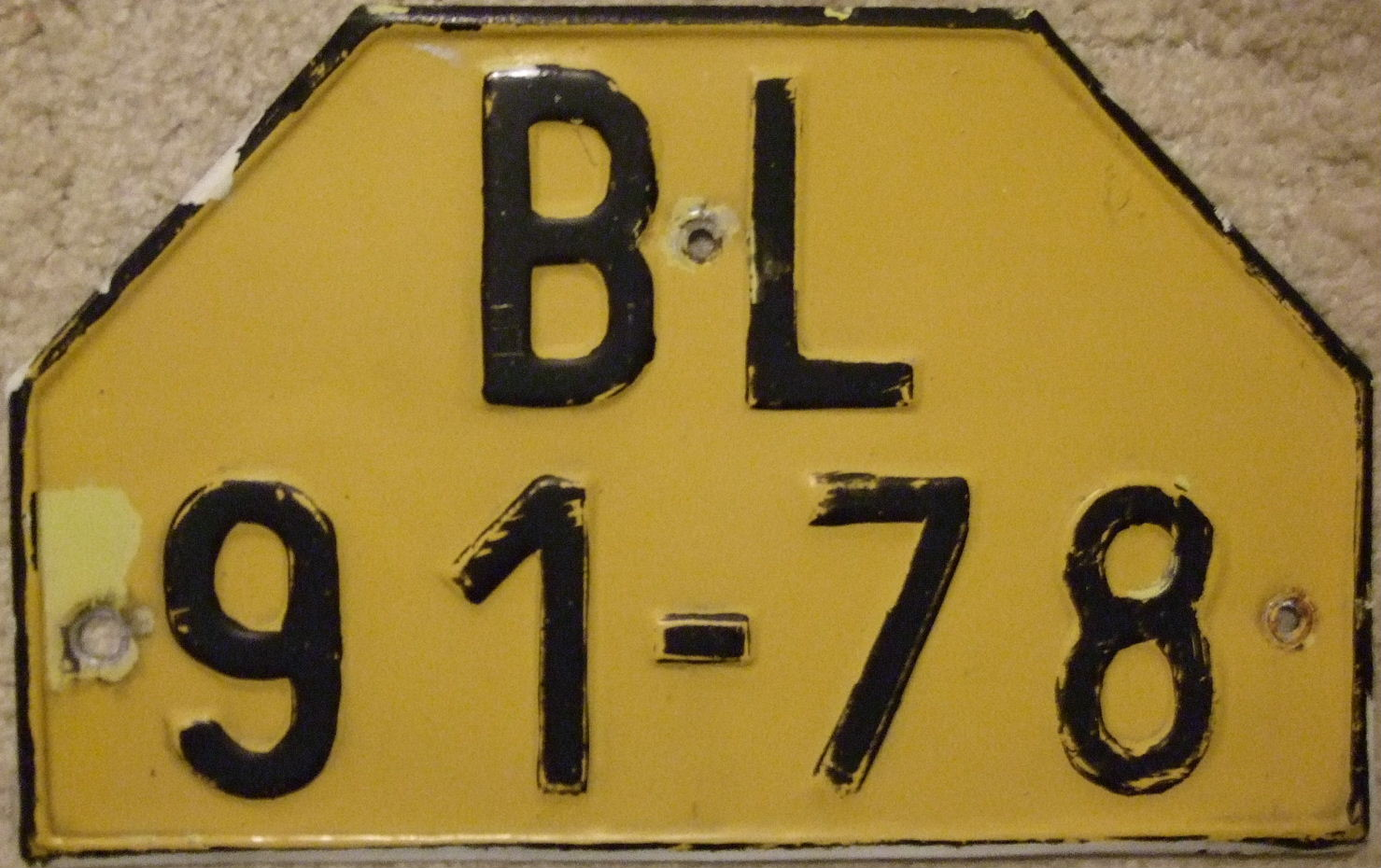
Kennzeichen für gewerbliche Nutzung bis 1997

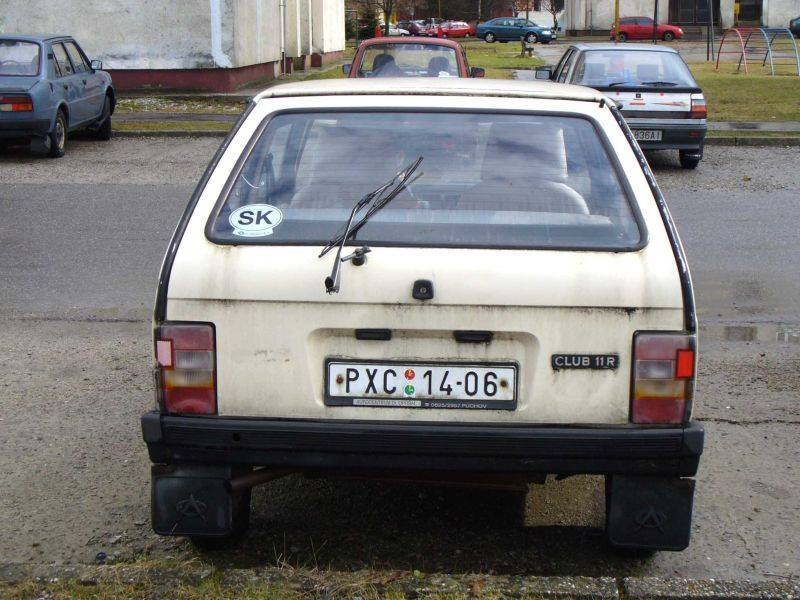
Standardkennzeichen nach dem tschechoslowakischen System (PX = Považská Bystrica)

Bis zur Einführung des neuen Kennzeichensystems im Jahr 1997 wurden in der Slowakei Kennzeichen nach dem alten tschechoslowakischen System ausgegeben. Damals hieß das Kfz-Kennzeichen štátna poznávacia značka (wörtlich Staatskennzeichen, Abk. ŠPZ, umgangssprachlich nach dem Kürzel auch im aktuellen System ešpézetka). Hierbei folgte nach dem Bezirkskennzeichen ggf. ein weiterer Buchstabe, dann zweimal zwei durch einen Strich getrennte Ziffern. Diese Kennzeichen wurden zum 31. Dezember 2004 ungültig.
Einige Bezirke trugen im alten tschechoslowakischen System andere Bezirkskennzeichen:
- BY – im alten System Bratislava-vidiek (deutsch Bratislava-Land), im neuen System für den neu geschaffenen Okres Bytča
- HN – Humenné, jetzt HE
- PX – Považská Bystrica, jetzt PB
- VV – Vranov nad Topľou, jetzt VT

Einige Bezirke wiesen im alten tschechoslowakischen System Bezirkskennzeichen auf, die im neuen System als Zweit- oder Drittbelegungen vorgesehen waren:
- BC – Banská Bystrica
- BL – Bratislava (wurde als Zweitbelegung für Standardkennzeichen genutzt)
- BT – Bratislava-vidiek (wurde als Drittbelegung für Standardkennzeichen genutzt)
- NI – Nitra
- ZI – Žilina

Einige Bezirke wiesen im alten tschechoslowakischen System weitere Bezirkskennzeichen auf, die im neuen System keine Verwendung fanden:
- BH – Bratislava-Okres